# Chlorops vittata
Chlorops vittata är en tvåvingeart som först beskrevs av Becker 1910.  Chlorops vittata ingår i släktet Chlorops och familjen fritflugor. Inga underarter finns listade i Catalogue of Life.